# Гершасп ибн Фаррухзад
Гершасп ибн Фаррухзад (1204-1225) — Ширваншах Ширвана. Сын Фаррухзада I , брат Рашида ибн Фаррухзада.

## Биография
После Ширваншаха Фаррухзад I правителем становится его сын - Гершасп. Имя Гершаспа в различных источниках пишется по-разному. Некоторые авторы связывают имя Гершаспа с названием области Гуштаспи (Гуштасфи), расположенной в междуречье Куры и Аракса и тянущейся вдоль побережья Каспийского моря. Вероятнее всего более правильное написание его имени будет Гершасб или Гершасп, которое можно встретить на монетах и памятниках.
В период правления Гершаспа вплоть до 20-х годов XIII века развиваются городская жизнь, ремесла, торговля, строительство. Однако начиная с 1220 года над Ширваном нависает угроза вторжения монголов. Впервые монголы появились в Азербайджане в 1220 году. 30-тысячная армия монголов под командованием Джебе-нойона и Субутай Бахадура, разбив грузин в 1221 году, зимовала в Мугани, после чего вернулась в Ардебиль. В 1221 году они осадили и взяли Байлакан. Затем они осадили Гянджу — столицу Аррана, потребовав у жителей деньги и драгоценные ткани. Получив богатый выкуп, монголы отошли от Гянджи и вторглись в Грузию. Вскоре монголы вернулись и осадили и взяли Шемаху, разграбив город. 
Ибн ал-Асир пишет: «Покончив с Азербайджаном и Арраном, они направились в Дербенд—Ширвана и овладели его городами, за исключением той крепости, в которой жил их царь (Баку)»
После этого монголы направились на Дербенд. Для захвата крепости, они решили прибегнуть к хитрости. Монголы обратились к Ширваншаху Гершаспу с предложением прислать послов для заключения мира. Гершасп послал десять послов к монголам. Монголы убили одного, а девятерых под угрозой смерти заставили показать дорогу в обход Дербенда. 
В 1222 году с целью заключения союза против монголов, грузинский царь Георгий IV Лаша хотел женить свою сестру Русудану на Ширваншахе. Он прибыл в резиденцию Ширваншаха в Баку, однако заболел и 18 января 1222 года скончался. Таким образом свадьба расстроилась. Русудана вернулась в Грузию и стала царицей. Вскоре в том же году в феврале грузины совершили поход на Байлакан и ограбили жителей города. Для того чтобы остановить походы грузин на Ширван, Гершасп посылает своего сына Джалал ад-Дина Султан-шаха грузинам в качестве заложника. В Грузии его женили на дочери царицы Русуданы Тамар.
В 1225 году в результате недовольства правлением Гершаспа и восстанием возглавляемым его сыном Фарибурзом, происходит переворот, в результате которого престол Ширваншахов занимает Фарибурз.